# گذر لوطی صالح
گذر لوطی صالح، از گذرهای اصلی درون بازار قدیمی تهران است، که دارای قدمت و سابقۀ طولانی می‌باشد . این گذر به نام فردی، معروف به لوطی صالح  از لوطی‌های تهران قدیم که به فقرا , تنگدستان و خانواده‌های بی سرپرست بسیار کمک و مساعدت می نموده و زمانی عابر این گذر و ساکن محلّه آن بوده و به‌طور دقیق، در جنوبی دتت،طرق بازاربین الحرمین و کوچه هفت تن زندگی می کرده به این اسم نامیده شده‌است، و به همین مناسبت است که این محل را، گذر لوطی صالح می نامند. 
این گذر به ظن قریب به یقین، در زمان آغامحمدخان قاجار ساخته شده‌است و طبیعتاً از قدیمی‌ترین محله‌های تهران به شمار می آید.
زمانی اکثر سفارتخانه‌های خارجی، و از جمله سفارت روس و سفارت انگلیس، در همین محلّه و در نزدیکی گذر لوطی صالح واقع بود و در ضمن، منزل بسیاری از درباریان عهد قاجار نیز، در این محله مستقر بوده‌است.

## محدوده
محدودۀ جغرافیایی این گذر قدیمی یعنی گذر لوطی صالح عبارت است از:
از شمال به شهرداری منطقه ۱۲ ناحیه سه بازار،
از غرب به بازار عباس آباد،
از شرق به بازار حضرتی و خیابان مصطفی خمینی و
از جنوب به خیابان مولوی منتهی می‌شود.